# Carl Gustaf Kruuse
Carl Gustaf Kruuse (af Verchou), född 28 januari 1655, död 15 augusti 1710, var en svensk friherre och militär.
Carl Gustaf Kruuse var son till Hans Abraham Kruuse af Verchou och Brita Strömfelt. Han skrevs in som student vid Uppsala universitet 1662, blev musketerare vid Grothusens regemente i Narva 1670, fänrik där 1673, löjtnant 1675 och tog avsked 1678. Samma år blev Kruuse kapten vid Skåne-Bohusläns dragonregemente och var major och tillförordnad chef för Västgöta ståndsdragonregemente 1703–1706. Han var överstelöjtnant och chef för Bohusläns dragonbataljon 1709–1710. Han erhöll 1710 överstes karaktär men var då redan avliden.